# エストポリス伝記シリーズ
エストポリス伝記シリーズ（エストポリスでんきシリーズ）は、タイトーから発売しているロールプレイングゲームのシリーズ作品。

## 概要

### シリーズ展開
発売当初から3部作として発表されており、『エストポリス伝記』はその一作目にあたる。略称は、ゲーム雑誌での読者投稿などでは「エスポリ」や「エストポ」が多く見られたが、公式サイトで「エスト」と呼ばれたこともあってか現在は後者がほとんどである。製作者いわく「うかつに愛を語るゲーム」。
制作はネバーランドカンパニー。ディレクター、シナリオは宮田正英。また、楽曲は塩生康範が担当している。初期のサウンドトラックは同社の『カオスシード』（1996年）や『エナジーブレイカー』（1996年）のサントラと共にプレミアがつきネット上で高額でやり取りされる場面もあった。
1995年2月24日には3部作の2作目として『エストポリス伝記II』が発売され、2001年9月7日にゲームボーイカラーで『エストポリス伝記 よみがえる伝説』が発売、さらに開発元が異なる外伝的作品として2002年3月8日にゲームボーイアドバンスで『沈黙の遺跡〜エストポリス外伝〜』が発売されている。2006年1月18日にオリジナルサウンドトラックが発表。外伝を除く過去3作品（『I』『II』『よみがえる伝説』）の全150曲が収録されている。
携帯電話アプリとしても、2003年より『II』の「古の洞窟」部分を単独でアプリ化したものが配信されている他、2009年7月21日にはEZweb・iモード・Yahoo!ケータイ向けに初代『エストポリス伝記』を完全移植したものが配信された。
2010年2月25日には、スクウェア・エニックスよりニンテンドーDS版『エストポリス』が発売された。DS版の内容は『エストポリス伝記II』のストーリーをベースとした大幅なリメイクで、3Dポリゴンを使用したアクションRPGに変わっている。

### 欧米での展開
なお、欧米版として翻訳されたバージョンがナツメ株式会社(現・ナツメアタリ株式会社)より発売されており、タイトルも日本版と異なり『Lufia』となっている。『エストポリス伝記II』の欧米版『Lufia II』は4ヶ国語（英語、ドイツ語、スペイン語、オランダ語）に翻訳され発売された。また、『エストポリス伝記 よみがえる伝説』に関しては、欧米版の『Lufia: The Legend Returns』の発売が先行している（事情は後述）。

### エストポリス伝記IIIについて
三部作の最終作となるはずだった『エストポリス伝記III ルーインチェイサーズ』は、当初1998年年末にPlayStation用ソフトとしてリリースされる予定だったが、当時版権を所有しており販売会社であった日本フレックスが倒産したため、開発は中断される。
その後、版権はタイトーに移り、並行して制作され、すでに発売されていた欧米版の『Lufia: The Legend Returns』が日本語版『エストポリス伝記 よみがえる伝説』として発売されるも、『エストポリス伝記III』の開発は再開されなかった（欧米版は「エストポリス伝記」の題名を使用していなかったため発売に問題はなかった）。

## シリーズ一覧
括弧内は対応ハード。特記しない限りネバーランドカンパニーが開発、タイトーより発売。
| 1993 | エストポリス伝記                |
| 1994 |                                 |
| 1995 | エストポリス伝記II              |
| 1996 |                                 |
| 1997 |                                 |
| 1998 |                                 |
| 1999 |                                 |
| 2000 |                                 |
| 2001 | エストポリス伝記 よみがえる伝説 |
| 2002 | 沈黙の遺跡〜エストポリス外伝〜  |
| 2003 |                                 |
| 2004 |                                 |
| 2005 |                                 |
| 2006 |                                 |
| 2007 |                                 |
| 2008 |                                 |
| 2009 |                                 |
| 2010 | エストポリス                    |

- エストポリス伝記（SFC・1993年6月25日） - シリーズ第1作目。
  - エストポリス伝記（携帯電話アプリ・2009年7月21日） - 『I』の移植。
- エストポリス伝記II（SFC・1995年2月24日）
- エストポリス伝記 よみがえる伝説（GBC・2001年9月7日）
- 沈黙の遺跡〜エストポリス外伝〜（GBA・2002年3月8日） - 本作のみアトリエドゥーブルが開発。
  - 沈黙の遺跡〜エストポリス外伝〜（Wii Uバーチャルコンソール・2016年8月17日） - スクウェア・エニックスより配信。
- エストポリス伝記 古の洞窟（携帯電話アプリ・2003年9月1日）
- エストポリス伝記Light（携帯電話アプリ・2003年10月15日）
- エストポリス伝記DX 古の洞窟（携帯電話アプリ・2004年7月8日）
以上の携帯電話アプリ3作品は、『エストポリス伝記II』の中のダンジョン「古の洞窟（いにしえのどうくつ）」の部分だけを独立したゲームにしたもの。グラフィックやBGM、収録アイテムなどの量が異なる（『Light』が軽量版、『DX』が豪華版に相当）。
- エストポリス（DS・2010年2月25日） - 『II』のアクションRPGリメイク。スクウェア・エニックスより発売。

## サウンドトラック
『GAME SOUND LEGEND CONSUMER SERIES エストポリス伝記 サウンドトラック』
サイトロン・デジタルコンテンツより2006年1月18日発売。CD4枚組（SCDC-00486 - 9）。
『エストポリス伝記』、『エストポリス伝記II』、『エストポリス伝記 よみがえる伝説』のオリジナルサウンドトラック。ボーナストラックとして、『エストポリス伝記』の楽曲のアレンジバージョンが2曲収録されている。
『エストポリス伝記I・II -SUPER Rom Cassette Disc In TAITO Vol.1-』
シティコネクションのレーベル・クラリスディスクより2017年10月25日発売。CD3枚組（CDST-10053）。
『エストポリス伝記』、『エストポリス伝記II』のオリジナルサウンドトラック。2作品からの収録楽曲は上記『GAME SOUND LEGEND』と同じ（アレンジバージョンは未収録）だが、すべて新規デジタル録音で再録されており、『I』の楽曲がDISC 1、『II』がDISC 2・3に振り分けられている。